# Веђано
Веђано (итал. Veggiano) је насеље у Италији у округу Падова, региону Венето.
Према процени из 2011. у насељу је живело 2126 становника. Насеље се налази на надморској висини од 19 м.

## Становништво
| 1931. | 1936. | 1951. | 1961. | 1971. | 1981. | 1991. | 2001. | 2011. |
| ----- | ----- | ----- | ----- | ----- | ----- | ----- | ----- | ----- |
| 2.626 | 2.636 | 2.782 | 2.198 | 1.878 | 2.024 | 2.222 | 2.922 | 4.543 |